# Noc Papieża
Noc Papieża (ang. Pope Night) – antykatolickie, protestanckie święto obchodzone corocznie 5 listopada w Ameryce Brytyjskiej. Święto to wywodzi się z brytyjskiej Nocy Guya Fawkesa, która upamiętnia niepowodzenie spisku prochowego z 1605 roku. 
Noc Papieża cieszyła się największą popularnością w miastach portowych Nowej Anglii, szczególnie w Bostonie, gdzie była okazją do picia, zamieszek, palenia kukieł papieża i diabła oraz antyelitarnych protestów klasy robotniczej.
W 1775 roku, aby nie urazić potencjalnych katolickich sojuszników, tzn. Francji i ludności Quebec, George Washington wydał rozkaz zabraniający udziału w święcie jakimkolwiek oddziałom pod jego dowództwem. 
Ostatnie obchody Nocy Papieża w Bostonie odbyły się w 1776 r., choć tradycja ta była kontynuowana w Portsmouth aż do 1892 r.